# Americana (teatro)

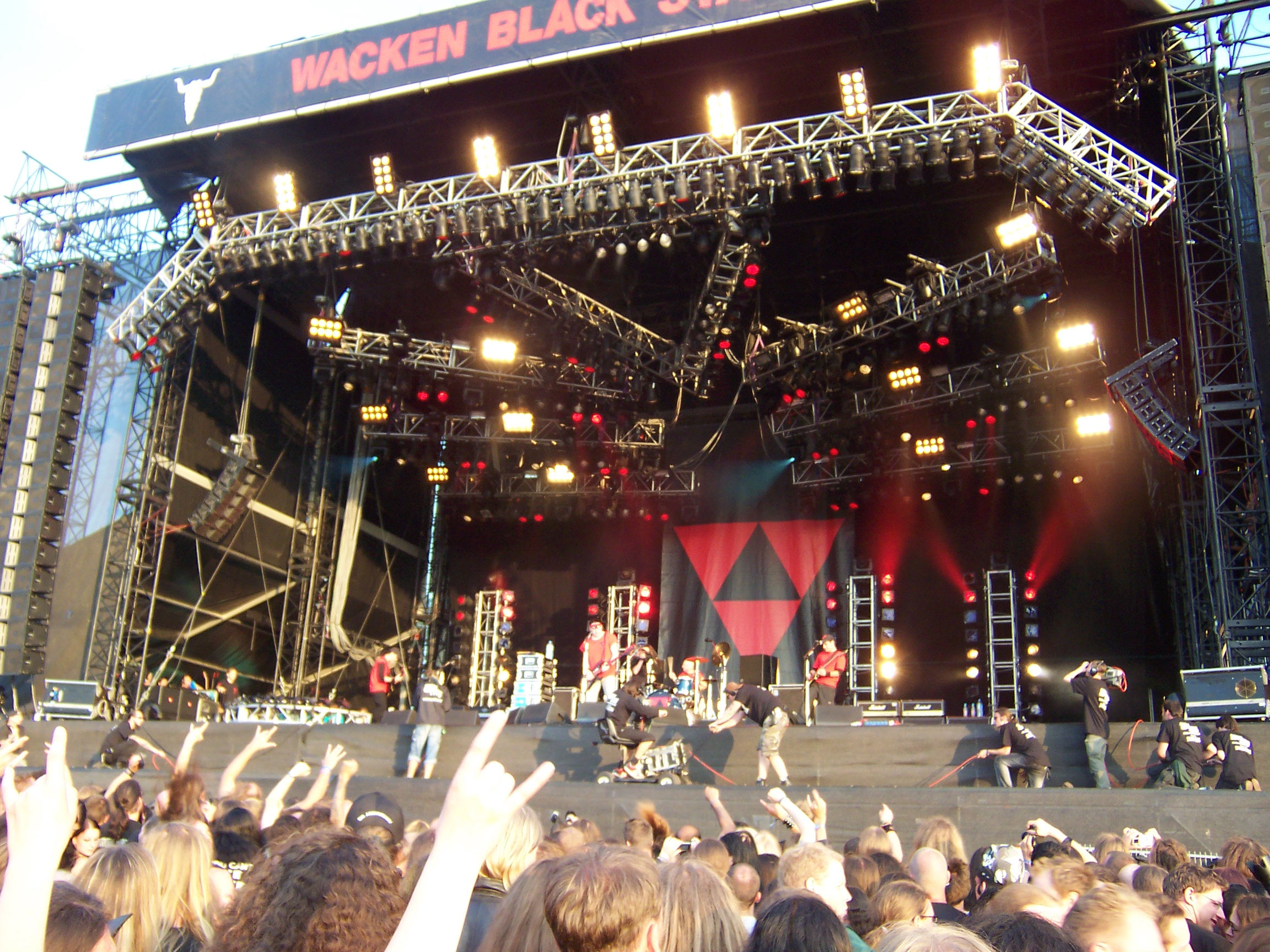
Esempio di struttura con americana

L'americana è una particolare struttura utilizzata nell'allestimento scenico delle arti performative (concerti, rappresentazioni teatrali, balletti) che permette di sollevare l'apparato illuminotecnico rispetto al palcoscenico. Ad essa sono connessi sovente anche materiale acustico o scenografico.
Capita quindi spesso che la struttura base sia congiunta con uno scatolato interno contenente cavi e prese di alimentazione e/o segnale per il materiale montato.
In genere, l'americana è costituita da una travatura reticolare di più elementi (detta traliccio, o meglio: elemento Truss), tipicamente di alluminio e montata su supporti mobili (motorizzati, ad argano o a paranco) aventi lo scopo di permetterne la movimentazione in senso verticale, cosa che conferisce quindi la possibilità di installare i componenti desiderati rimanendo a terra ed issandoli in un secondo momento. Nell'uso più comune, la travatura principale è disposta parallelamente al palcoscenico, per una lunghezza media di 10 m (difficilmente comunque sopra i 15 m).
Si situa, solitamente, in prossimità del proscenio, che incornicia. Meno frequentemente viene posta in fondo al palcoscenico, incorniciando così il fondale, quando questo è presente e sostenendo l'illuminazione di controluce.
Quando sono presenti più americane parallele, in genere vengono numerate dalla più esterna (verso il pubblico) alla più interna (es: prima, seconda, terza americana)
L'americana, per la relativa semplicità di montaggio e smontaggio, è utilizzata principalmente per quegli eventi che vengono allestiti all'aperto o in strutture solitamente non adibite ad uso spettacolo: i teatri o le sale da concerto sono più frequentemente dotati di una graticcia che sormonta il palcoscenico, sorretta da stangoni e fornita di impianto illuminotecnico, sonoro e meccanico.
L'installazione di americane è prescritta da normative di montaggio e sicurezza, pertanto dovrebbe essere eseguita solo ed esclusivamente da aziende abilitate a rilasciare certificazione.